# Sven Telljohann
Sven Telljohann (zeitweise beim Deutschen Schachbund und der FIDE auch Sven Telljohan geschrieben; * 15. Juli 1971 in Münster) ist ein deutscher Schachspieler. Er trägt seit 1995 den Titel eines Internationalen Meisters.

## Leben

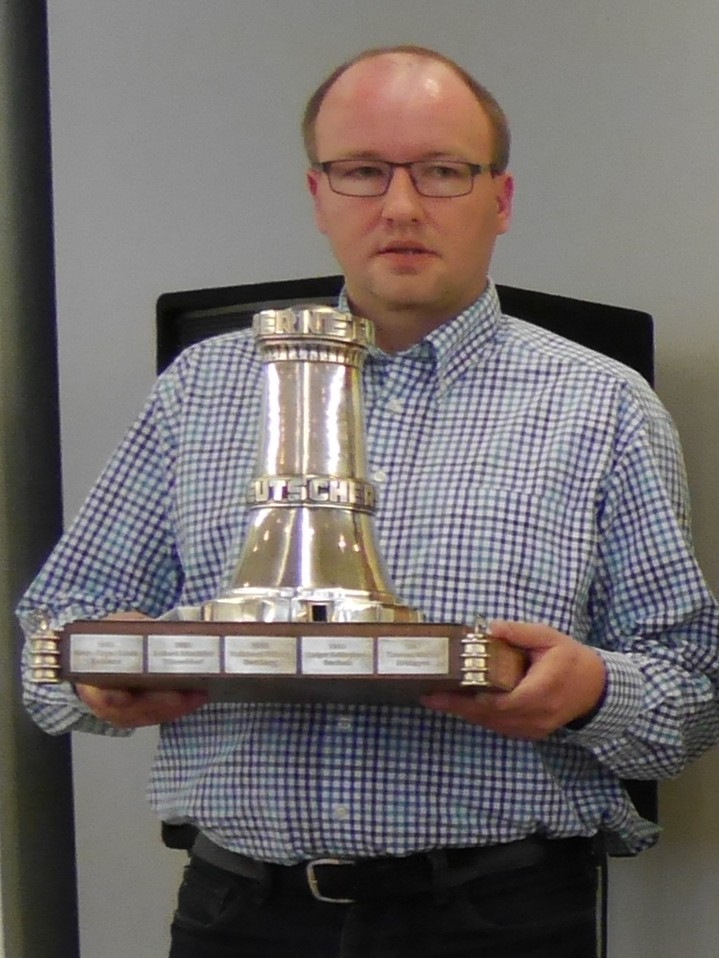
Telljohann, 2016

Sven Telljohann studierte an der Westfälischen Wilhelms-Universität in Münster.
1994 gewann er, geteilt mit Peter Enders, das Twistesee-Open in Arolsen, 1995 die deutsche Hochschulmeisterschaft. Mit der deutschen Nationalmannschaft nahm er 1996 an der 4. Universitäts-Weltmeisterschaft in León teil. Im selben Jahr gewann er in Düsseldorf das Post-Open.
Er gewann dreimal die Dähne-Pokal genannte deutsche Pokal-Einzelmeisterschaft: 1998 im Finale gegen Udo Käser, 2007 in Baden-Baden im Finale gegen den Berliner FIDE-Meister Benjamin Dauth sowie 2016 in Halle (Saale) im Finale gegen Hans-Elmar Schwing.
1996 hat Sven Telljohann den nordrhein-westfälischen sowie 2006 in Bad Homburg vor der Höhe-Gonzenheim und 2007 ebenfalls in Bad Homburg den hessischen Einzelpokal (Goldener Springer) gewonnen.
2003 wurde er internationaler hessischer Schnellschachmeister. Die hessische Blitzmeisterschaft gewann er 2004, 2005, 2007 und 2008. Die deutsche Seniorenmeisterschaft im Blitzschach konnte er 2023 in der Kategorie Ü50 in Bad Wildungen gewinnen.
Mannschaftsschach spielte er zuerst für Paulsen Blomberg und die Schachgemeinschaft Lengerich 47, danach ab 1992 für den SK Münster 32 und seit 2002 für die Schachfreunde Schöneck in der 2. Liga Ost und der Oberliga Ost B.